# Francisco de Arruda

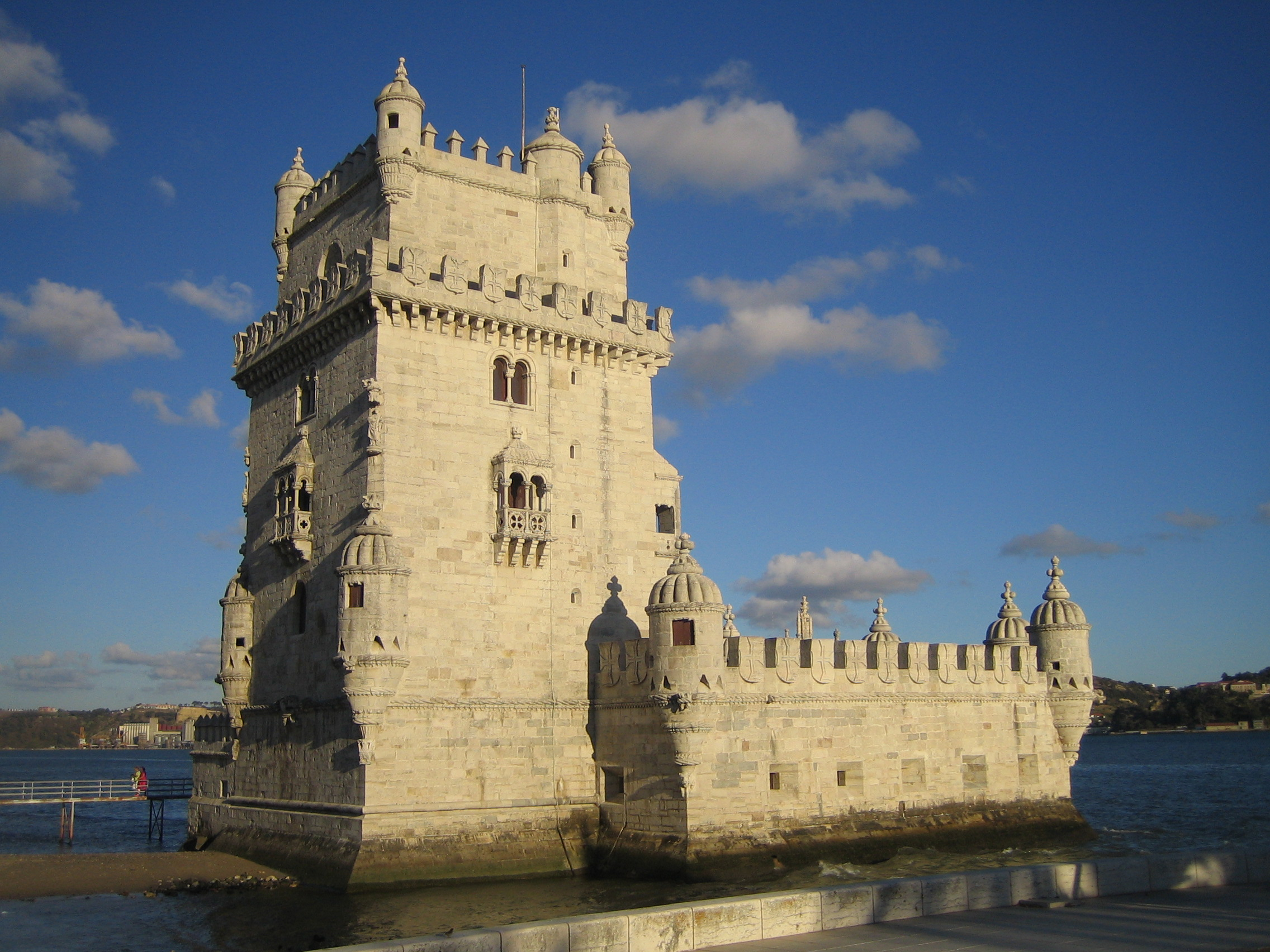
La torre de Belém, en Lisboa.

Francisco de Arruda († 1547) fue un arquitecto y escultor portugués, especialmente conocido por la proyección de la famosa torre de Belém de Lisboa, actualmente patrimonio de la humanidad.
Francisco formó parte de una saga familiar de constructores. Fue hermano de otro arquitecto, Diogo de Arruda, quien participó en la construcción del castillo de Tomar, y padre de Miguel de Arruda, ingeniero militar encargado de las obras en la torre de Belém.
Además de en la torre, trabajó en la reparación de las fortificaciones de Moura, Mourão y Portel, en Portugal, y Azemmour en Marruecos. Introdujo las torres circulares en algunos castillos para adecuarse al avance de la balística. Aparte de intervenir en arquitecturas militares, trabajó también en el campo de la civil, destacando la Casa dos Bicos de Lisboa, la Quinta da Bacalhoa, y el Palacio del Castillo de Portel; también en la religiosa, donde puede citarse la capilla de San Juan Bautista situada en la misma localidad y la entonces catedral, hoy iglesia, de Nuestra Señora de la Asunción en Elvas.